# USS Colorado (SSN-788)
USS Colorado (SSN-788) – amerykański okręt podwodny z napędem jądrowym typu Virginia, drugiej generacji Batch 2 Block III. 22 grudnia 2008 roku kontrakt na budowę tego okrętu otrzymała stocznia General Dynamics Electric Boat.